# Уасит
Уасит е една от 18-те области на Ирак. Населението ѝ е 1 378 723 жители (по оценка от юли 2018 г.), а площта 17 153 кв. км. Областен център е град Кут. Граничи на изток с Иран.